# 너살 (치즈)
너살(루마니아어: năsal)은 루마니아 클루지주 차가의 너살 지역에서 만드는 도포 숙성 소젖 치즈이다. 자연 동굴에서 숙성되어, 특유의 미생물 환경과 일정한 온도·습도 덕분에 독특한 풍미가 생긴다. 숙성에 브레비박테리움 리넨스라는 세균이 관여한다.

## 같이 보기
- 림부르거